# 1803
| [ Edytuj tabelę ]              | |
| Emir Afganistanu               | - 1801 Mahmud Szah Durrani 1803 - 1803 Szudża Szah Durrani 1809                                                                   |
| Współksiążęta Andory           | - 1797 Francesc Antoni de la Dueña y Cisneros 1812                                                                                |
| Arcyksiążę Austrii             | - 1792 Franciszek II Habsburg 1804                                                                                                |
| Elektor Bawarii                | - 1799 Maksymilian IV Józef 1805                                                                                                  |
| Sułtan Brunei                  | - 1796 Muhammad Tajuddin 1807 |
| Cesarz Chin                    | - 1796 Jiaqing 1820 |
| Król Czech                     | - 1792 Franciszek II Habsburg 1835                                                                                                |
| Król Danii                     | - 1766 Chrystian VII 1808 |
| Dalajlama                      | - 1758 Jamphel Gjaco 1804 |
| Król Hiszpanii                 | - 1788 Karol IV 1808 |
| Szach Iranu                    | - 1797 Fath Ali Szah 1834 |
| Państwo Wielkich Mogołów       | - 1759 Shah Alam II 1806 |
| Król Irlandii                  | - 1760 Jerzy III Hanowerski 1820                                                                                                  |
| Cesarz Japonii                 | - 1779 Kōkaku 1817 |
| Kalif                          | - 1789 Selim III 1807 |
| Patriarcha Konstantynopola     | - 1801 Kallinik IV 1806 |
| Władca Korei                   | - 1800 Sunjo 1834 |
| Emir Kuwejtu                   | - 1762 Abd Allah I 1814 |
| Książę Liechtensteinu          | - 1781 Alojzy I 1805 |
| Sułtan Maroka                  | - 1792 Maulaj Sulajman 1822 |
| Król Nepalu                    | - 1799 Girvan Yudha 1816 |
| Premier Nepalu                 | - 1799 Damodar Pande 1804 |
| Król Norwegii                  | - 1784 Fryderyk VI 1814 |
| Sułtan Omanu                   | - 1792 Sultan ibn Ahmad 1804 |
| Elektor Palatynatu             | - 1799 Maksymilian Józef 1803 |
| Papież                         | - 1800 Pius VII 1823 |
| Król Portugalii                | - 1777 Maria I 1816 |
| Król Prus                      | - 1797 Fryderyk Wilhelm III 1840                                                                                                  |
| Car Rosji                      | - 1801 Aleksander I 1825 |
| Cesarz Rzymski (niemiecki)     | - 1792 Franciszek II Habsburg 1806                                                                                                |
| Kapitanowie Regenci San Marino | - 1802 Annibale Gozi Giovanni Filippi 1803 - 1803 Camillo Bonelli Livio Casali 1803 - 1803 Antonio Onofri Marino Francesconi 1804 |
| Elektor Saksonii               | - 1763 Fryderyk August III 1806                                                                                                   |
| Król Sardynii                  | - 1802 Wiktor Emanuel I 1821 |
| Król Szwecji                   | - 1792 Gustaw IV Adolf 1809 |
| Król Tajlandii                 | - 1782 Buddha Yodfa Chulalok 1809                                                                                                 |
| Sułtan Turków                  | - 1789 Selim III 1807 |
| Prezydent USA                  | - 1801 Thomas Jefferson 1809 |
| Król Węgier                    | - 1792 Franciszek 1835 |
| Monarcha Wielkiej Brytanii     | - 1760 Jerzy III 1820 |
| Premier Wielkiej Brytanii      | - 1801 Henry Addington 1804 |
| Cesarz Wietnamu                | - 1802 Gia Long 1820 |

Rok 1803 / MDCCCIII
stulecia: XVIII wiek ~
XIX wiek ~
XX wiek

dziesięciolecia:
1770–1779 •
1780–1789 •
1790–1799 •
1800–1809
• 1810–1819
• 1820–1829
• 1830–1839

lata: 1793 «
1798 «
1799 «
1800 «
1801 «
1802 «
1803
» 1804
» 1805
» 1806
» 1807
» 1808
» 1813

## Wydarzenia w Polsce
- 20 kwietnia – w Lublinie pożar strawił 28 budynków, w tym kościół i klasztor karmelitów bosych, na miejscu których obecnie znajduje się Nowy Ratusz.
- 13 maja – połączenie Galicji Wschodniej i Zachodniej w jedną prowincję ze stolicą we Lwowie; Kraków przestał być siedzibą władz krajowych, tracąc tym samym status stolicy Nowej Galicji. Zachował jednak dawny tytuł miasta stołecznego.
- 1803–1804 rozebrano Zamek Królewski w Kaliszu – największy zamek w Wielkopolsce.

## Wydarzenia na świecie
- 27 stycznia–11 lutego – rewolucja haitańska: na San Domingo udała się skierowana przez Napoleona do walki z powstańcami 2 Półbrygada Polska.
- 29 stycznia – podczas przyjęcia urodzinowego króla Danii i Norwegii Chrystiana VII został użyty po raz pierwszy porcelanowy serwis obiadowy Flora Danica, obecnie sztandarowy produkt Królewskiej Fabryki Porcelany Royal Copenhagen.
- 14 lutego – główny sędzia John Marshall ogłosił, iż jakakolwiek uchwała Kongresu Stanów Zjednoczonych, która byłaby sprzeczna z konstytucją, nie ma mocy prawnej.
- 19 lutego – Napoleon Bonaparte wydał Akt Mediacyjny, na mocy którego została zniesiona Republika Helwecka, a na jej miejsce wprowadzono w charakterze państwa stowarzyszonego z Francją luźny związek 19 kantonów.
- 1 marca – USA: Ohio jako 17 stan dołączyło do Unii.
- 5 kwietnia – w Wiedniu odbyła się premiera III koncertu fortepianowego Ludwiga van Beethovena.
- 26 kwietnia – we Francji spadł meteoryt L’Aigle, pierwszy o stwierdzonym pochodzeniu pozaziemskim.
- 30 kwietnia – Francja sprzedała Luizjanę Stanom Zjednoczonym za 15 mln dolarów.
- 16 maja – Francja zerwała układ pokojowy z Wielką Brytanią.
- 18 maja – wojny napoleońskie: po anektowaniu przez Francję Piemontu Wielka Brytania wypowiedziała jej ponownie wojnę.
- Czerwiec – wojska francuskie zajęły Hanower.
- 26 czerwca – Szwecja zwróciła warunkowo Meklemburgii zajmowany przez nią od 1648 roku Wismar w zamian za 1,258 mln dalerów.
- 26 lipca – w Wielkiej Brytanii na trasie Wandsworth–Croydon uruchomiona została pierwsza publiczna (konna) kolej żelazna.
- 20 października – Senat Stanów Zjednoczonych ratyfikował traktat dotyczący zakupu Luizjany od Francji; 24 senatorów głosowało za, siedmiu – przeciw, a zakupione wówczas ziemie niemal podwoiły powierzchnię ówczesnych Stanów Zjednoczonych.
- 18 listopada – rewolucja haitańska: kluczowa dla późniejszej niepodległości bitwa pod Vertières.
- 19 listopada – rewolucja haitańska: przed powstańcami skapitulował francuski garnizon w Cap na San Domingo.
- 30 listopada
  - rewolucja haitańska: skapitulowały resztki francuskiego korpusu ekspedycyjnego na San Domingo.
  - Hiszpanie przekazali oficjalnie Luizjanę Francuzom.
- Listopad – wojska brytyjskie wkroczyły do Delhi.
- 9 grudnia – Kongres Stanów Zjednoczonych uchwalił 12. poprawkę do Konstytucji Stanów Zjednoczonych zmieniającą sposób wyboru prezydenta i wiceprezydenta.
- 20 grudnia – Kongres Stanów Zjednoczonych ratyfikował zakup Luizjany.
- Alexander von Humboldt wszedł na wierzchołek meksykańskiego wulkanu Toluca (4704 m n.p.m.).

## Urodzili się
- 11 stycznia – Jan Antoni Farina, biskup Treviso, święty katolicki (zm. 1888)
- 29 stycznia – Alfons Kropiwnicki, polski architekt (zm. 1881)
- 23 lutego – Aleksandra Pruska, wielka księżna Meklemburgii-Schwerin (zm. 1892)
- 13 marca – Aleksander Wielopolski, polski polityk, w latach 1862–1863 naczelnik cywilnego rządu Królestwa Polskiego, zwolennik ugody z Moskwą (zm. 1877)
- 16 marca – Aleksander Ludwik Kozubowski, polski architekt (zm. 1853)
- 19 marca – Tomasz Kulczycki, polski krawiec, wydawca (zm. 1873)
- 4 maja – Jan Nepomucen Niemojowski, polski działacz narodowościowy (zm. 1873)
- 12 maja – Justus von Liebig, niemiecki chemik (zm. 1873)
- 9 czerwca – Adolf Januszkiewicz, polski pisarz, podróżnik (zm. 1857)
- 14 czerwca – Antoni Manastyrski, polski duchowny katolicki, biskup przemyski (zm. 1869)
- 4 lipca – Piotr Bonhomme, francuski duchowny, założyciel Zgromadzenia Sióstr Matki Bożej z Kalwarii, błogosławiony katolicki (zm. 1861)
- 12 lipca – Piotr Chanel, francuski marysta, misjonarz, męczennik, święty katolicki (zm. 1841)
- 18 lipca – Anna Ciundziewicka, polska posiadaczka ziemska, autorka poradnika gospodarstwa domowego (zm. 1850)
- 17 sierpnia – Józef Marchand, misjonarz, męczennik, święty katolicki (zm. 1835)
- 23 sierpnia – Piotr Vernier, polski botanik, ogrodnik, nauczyciel, publicysta, rysownik pochodzenia francuskiego (zm. 1890)
- 11 września – Aleksander Stryjeński, polski inżynier wojskowy i cywilny, kartograf (zm. 1875)
- 13 września – Maurycy Mochnacki, polski działacz i publicysta polityczny, uczestnik powstania listopadowego (zm. 1834)
- 18 września
  - Jakub Laval, francuski duchowny, misjonarz, błogosławiony katolicki (zm. 1864)
  - Leon Ludwik Sapieha, polski książę, polityk, uczestnik powstania listopadowego (zm. 1878)
- 20 września
  - Pierre Maubant, francuski misjonarz, męczennik, święty katolicki (zm. 1839)
  - Władysław Hieronim Sanguszko, polski książę, ziemianin, polityk (zm. 1870)
- 28 września – Prosper Mérimée, francuski pisarz (zm. 1870)
- 29 września – Jacques Charles François Sturm, francuski matematyk, fizyk (zm. 1855)
- 7 października – Jacques Honoré Chastan, francuski misjonarz, męczennik, święty katolicki (zm. 1839)
- 16 października – Robert Stephenson, angielski inżynier kolejnictwa (zm. 1859)
- 29 listopada – Christian Andreas Doppler, fizyk austriacki, odkrywca efektu Dopplera (zm. 1853)
- 1 grudnia – Franciszek Ksawery Wierzchleyski, polski duchowny katolicki, biskup przemyski (zm. 1884)
- 11 grudnia – Hector Berlioz, kompozytor francuski (zm. 1869)
- 16 grudnia – Friedrich Böhm, gdański kupiec i duński konsul (zm. 1844)

- data dzienna nieznana: 
  - Józef Im Ch’i-p’ek, koreański męczennik, święty katolicki (zm. 1846)
  - Zuzanna U Sur-im, koreańska męczennica, święta katolicka (zm. 1846)
  - Karmel Volta, hiszpański franciszkanin, misjonarz, męczennik, błogosławiony katolicki (zm. 1860)
  - Piotr Yi Ho-yŏng, koreański męczennik, święty katolicki (zm. 1838)

## Święta ruchome
- Tłusty czwartek: 17 lutego
- Ostatki: 22 lutego
- Popielec: 23 lutego
- Niedziela Palmowa: 3 kwietnia
- Wielki Czwartek: 7 kwietnia
- Wielki Piątek: 8 kwietnia
- Wielka Sobota: 9 kwietnia
- Wielkanoc: 10 kwietnia
- Poniedziałek Wielkanocny: 11 kwietnia
- Wniebowstąpienie Pańskie: 19 maja
- Zesłanie Ducha Świętego: 29 maja
- Boże Ciało: 9 czerwca